# 子環
設(R,+,·)為环，若S是R的一個非空子集，且(S,+,·)也是環，則稱(S,+,·)為(R,+,·)的子環（subring）。

## 判定
設(R,+,·)為环，S是R的一個非空子集。(S,+,·)是(R,+,·)的子環，當且僅當：
1. R的零元素也在S裡
2. ∀a,b∈S, a+b∈S
3. ∀a∈S, -a∈S
4. ∀a,b∈S, ab∈S

或等價地：
1. ∀a,b∈S, a-b∈S
2. ∀a,b∈S, ab∈S

也就是說：
1. S和+構成一個群
2. ∀a,b∈S, ab∈S

如果要求環還包含乘法單位元，那麼就要在上述條件加上1∈S這一條。